# رمدیوس وارو
رمدیوس وارو (اسپانیایی: Remedios Varo‎؛ ۱۶ دسامبر ۱۹۰۸ – ۸ اکتبر ۱۹۶۳) نقاش سوررئالیست و آنارشیست اسپانیایی-مکزیکی بود.
وارو در اوج درخشش هنری در ۵۴سالگی بر اثر سکتهٔ قلبی درگذشت.

## کودکی
رمدیوس با نام کامل ماریا دِ لوس رِمِدیوس آلیسیا رودریگا واروی اورانگا (María de los Remedios Alicia Rodriga Varo y Uranga) در سال ۱۹۰۸ در آنگلس، شهر کوچکی در استان خیرونا واقع در کاتالونیای اسپانیا چشم به جهان گشود. تولد وی باعث تسلی خاطر مادرش برای از دست دادن دختری دیگر شد، که علت نامگذاری رمدیوس وارو نیز همین است.
پدر وارو، رودریگو وارو زاجالوو (Rodrigo Varo y Zajalvo) مرد روشنفکری بود که تأثیر زیادی بر رشد هنری دخترش داشت. وارو طرح‌هایی که پدرش از محل ساختمان‌سازی می‌آورد را کپی می‌کرد. پدر وی او را به خواندن کتاب‌های نویسندگانی چون الکساندر دوما، ژول ورن و ادگار آلن پو تشویق می‌کرد. با بزرگتر شدن وی، پدر او متن‌های اسطوره‌ای و فلسفی برایش فراهم می‌کرد.

## سال‌های فعالیت هنری
اولین آثار وارو، شامل خود-نگاره و پرتره‌هایی از اعضای خانواده، به سال ۱۹۲۳ بازمی‌گردد زمانی که او مشغول به تحصیل کارشناسی در دانشکده هنر و صنایع دستی بود.
در سال ۱۹۳۰ دیپلم معلمی نقاشی را دریافت کرد. اولین مواجههٔ او با سورئالیسم در مادرید صورت گرفت. او به‌طور ویژه به کارهای هیرونیموس بوش علاقه‌مند بود.

در سال ۱۹۳۰ با نقاشی جوان به نام ژراردو لیزاراگا (Gerardo Lizárraga) ازدواج کرد و هردو به دلیل تنش‌های سیاسی اسپانیا را مقصد پاریس ترک کردند. بعد از مدتی زندگی در پاریس، وی دوباره به اسپانیا بازگشت و اولین حلقهٔ دوستان هنرمند خود را تشکیل داد.
در دوره جنگ‌های داخلی اسپانیا، شاعر سورئالیست فرانسوی، بنجامین پرت به اسپانیا مهاجرت کرد و با وارو ملاقات کرد. این آغاز رابطهٔ عاشقانه‌ای جدی بود که در بسیاری از نامه‌های منتشر شدهٔ وی بازتاب شده.